# Kap Close
Kap Close ist ein Kap an der Küste des Enderbylands in Ostantarktika. Es liegt rund 50 km westlich des Kap Batterbee.
Entdeckt wurde es im Januar 1930 von Teilnehmern der British Australian and New Zealand Antarctic Research Expedition (1929–1930) unter der Leitung des australischen Polarforschers Douglas Mawson. Dieser benannte das Kap nach dem britischen Geographen Charles Close (1865–1952), Präsident der Royal Geographical Society von 1927 bis 1930.